# Prozess und Hinrichtung Marie-Antoinettes
Der Prozess und die Hinrichtung Marie-Antoinettes war ein vom 14. bis zum 16. Oktober 1793 vor einem Revolutionstribunal  durchgeführter Prozess gegen die im Zug der Französischen Revolution gestürzte französische Königin Marie-Antoinette von Österreich-Lothringen und ihre anschließende Exekution durch die Guillotine.
Am 21. September 1792 war durch die Proklamation der Abschaffung der Monarchie die Erste Französische Republik entstanden. Der Gemahl Marie-Antoinettes, König Ludwig XVI., wurde am 21. Januar 1793 hingerichtet. Als ein dreiviertel Jahr später der Prozess gegen die ehemalige Königin stattfand, wurde sie von den Anwälten Claude François Chauveau-Lagarde und Guillaume Alexandre Tronson du Coudray verteidigt. Die Anklagepunkte gegen sie waren u. a. Hochverrat am französischen Staat, Verschwendungssucht und Unzucht mit ihrem Sohn Louis-Charles. Sie wurde am 16. Oktober 1793 schuldig gesprochen und am gleichen Tag auf der Place de la Révolution (der heutigen Place de la Concorde, Paris) vor einer großen Menschenmenge enthauptet.

## Vorgeschichte

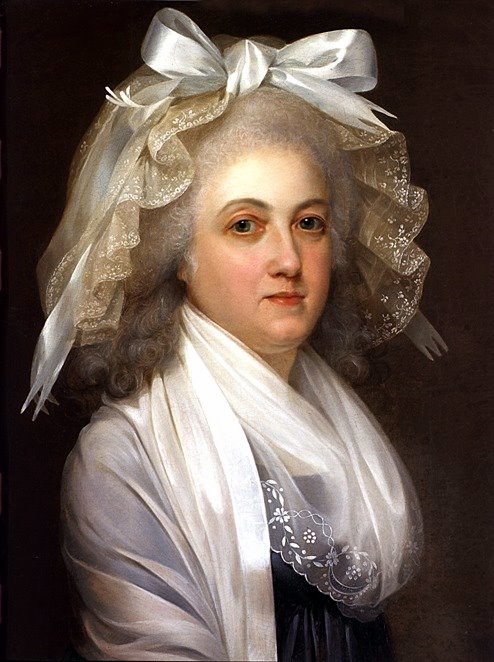
Marie-Antoinette im Temple, vermutlich von A. Kucharski gemalt (Schloss Le Champ-de-Bataille)

Beim Ausbruch der Französischen Revolution wurde am 14. Juli 1789 das Staatsgefängnis, die Bastille, von einer erregten Menschenmenge gestürmt und am 5./6. Oktober 1789 die Königsfamilie gezwungen, von Schloss Versailles nach Paris in den Tuilerien-Palast umzuziehen. Hier bezog die Königin allein im Erdgeschoss Quartier und wandte sich entschlossener als der phlegmatische König gegen die Ideen der Revolution, weshalb sie als verhasste Ausländerin eine besondere Zielscheibe der Verfechter der neuen Strömung wurde. Mit Hilfe eines vertrauten schwedischen Adligen, Hans Axel von Fersen, versuchte die Königsfamilie am 20. Juni 1791 aus Paris zu entkommen. Diese Flucht nach Varennes missglückte jedoch; die Königsfamilie wurde nach Paris zurückgebracht. Nach dem Tuileriensturm vom 10. August 1792 mussten Ludwig XVI. und seine Angehörigen in den Temple, eine ehemalige Festung, übersiedeln, wo sie streng überwacht unter verschärften Haftbedingungen hinter verriegelten Eisentüren lebten. Der revolutionäre Nationalkonvent schaffte am 21. September 1792 das Königtum ab. Einige Monate später wurde der Prozess gegen den König eröffnet, der am 21. Januar 1793 hingerichtet wurde. Pläne zur Flucht Marie-Antoinettes aus dem Temple verliefen im Sand. Anfang Juli 1793 wurde der infolge der Ereignisse vorzeitig gealterten ehemaligen Königin ihr achtjähriger Sohn und Thronfolger, Louis-Charles, weggenommen und dem Schuster Antoine Simon zur Erziehung übergeben. In der Nacht auf den 2. August 1793 wurde ihr mitgeteilt, dass sie vor ein Revolutionstribunal gestellt werde. Sie nahm von ihrer Tochter, Marie Thérèse Charlotte, und ihrer Schwägerin, Madame Élisabeth, Abschied und fuhr in einer Kutsche zu einem anderen Gefängnis, der Conciergerie.

## Haft in der Conciergerie
Marie-Antoinette verbrachte ihre letzten zweieinhalb Lebensmonate streng überwacht in einer karg möblierten, finsteren Kerkerzelle der Conciergerie. Über ihren dortigen Aufenthalt ist wenig bekannt. Viele Informationen stammen aus den später niedergeschriebenen Erinnerungen der Rosalie Lamorliène, einem Küchenmädchen der Beschließerin der Conciergerie, Madame Richard. Beide Frauen bemühten sich, die Beschwernisse der Haft Marie-Antoinettes in deren feuchter Zelle zu lindern, indem sie etwa für die standesgemäße Verköstigung der prominenten Gefangenen mit exquisiten Speisen sorgten. Die Strohmatratze des eisernen Bettgestells der Zelle bezog Madame Richard mit feinstem Linnen. Auch einige Wächter zeigten Mitgefühl mit der ehemaligen Königin. Da sie über kein Ankleidepersonal verfügen durfte, kümmerte sie sich selbst um ihre tägliche Hygiene und Garderobe. Der Gefängnisinspektor Jean-Baptiste Michonis brachte ihr Nachrichten von ihren Kindern und einmal ein Paket von ihrer Schwägerin mit frischer Kleidung, darunter ein weißes Morgenkleid, schwarze Seidenstrümpfe, zwei Schultertücher und ein paar Satinschuhe. Gegen Bezahlung ließ Michonis auch Personen, welche die Königin zu sehen wünschten, zu ihr vor, darunter einen unbekannten Maler, der ein heute im Musée Carnavalet ausgestelltes Porträt von ihr schuf.
Ein königstreuer Offizier, der Chevalier de Rougeville, entwarf inzwischen einen Plan, Marie-Antoinette mit Hilfe von Michonis aus ihrem Gefängnis herauszuschaffen. Er betrat Ende August 1793 die Zelle der Gefangenen und trug bei dieser Gelegenheit zwei Nelken im Knopfloch, weshalb sein Befreiungsplan als „Nelkenkomplott“ bekannt wurde. Ein um eine seiner Nelken gewickelter Zettel setzte die Königin über sein Vorhaben in Kenntnis. Darin kündigte er ihr auch an, dass er am Freitag wiederkäme. Da Marie-Antoinette keine Schreibstifte und Briefpapier zur Hand hatte, soll sie ihre Replik mit einer Stecknadel in ein Stück altes Papier gestochen haben: „Ich werde dauernd überwacht. Ich spreche mit niemandem. Ich vertraue mich Ihnen an. Ich werde kommen.“ Als Rougeville sie das zweite Mal aufsuchte, übergab er ihr einige Hundert Louis d’or zur Bestechung ihrer Wächter, um diese für die Befreiungsaktion zu gewinnen. Das von der Gefangenen am 2. September 1793 einem ihr wohlgesonnenen Wachmann angebotene Geld nahm dieser aber aus Bedacht auf seine eigene Sicherheit nicht an, sondern machte das Komplott publik. Während Rougeville die Flucht gelang, wurde Michonis verhaftet und Marie-Antoinette in eine andere, eine sicherere Verwahrung gewährende Zelle verlegt, in der sie nachts nicht einmal eine Kerze anzünden durfte. Außerdem wurde sie noch strenger bewacht. Der französische Schriftsteller Alexandre Dumas der Ältere verarbeitete 1845 den Stoff des Nelkenkomplotts in seinem historischen Roman Le Chevalier de Maison-Rouge.
Gendarmen konfiszierten nun Marie-Antoinettes goldene Uhr, die sie einst von ihrer Mutter, Kaiserin Maria Theresia, erhalten hatte. Ihr Kerkermeister sorgte indessen dafür, dass die berühmte Gefangene weiterhin ein Mindestmaß an humaner Behandlung erfuhr. So richtete er es ein, dass sie – entgegen dem Willen von Jacques-René Hébert – ordentliche Nahrung bekam; und seine Gemahlin übersandte ihr eine Wollmatratze. Da die ehemalige Königin weder Material zum Schreiben noch zum Stricken zur Verfügung hatte, lieh sie sich erstmals zum Zeitvertreib Bücher aus, vornehmlich Abenteuerromane und Schriften über Seefahrt wie die Reisen des James Cook. Sie hörte, dass ihr Vertrauter Fersen Mitglieder des Wohlfahrtsausschusses mit hohen Geldbeträgen habe bestechen lassen, um ihre Freilassung zu erreichen, doch führte auch dies nicht zu ihrer Rettung.

## Prozess

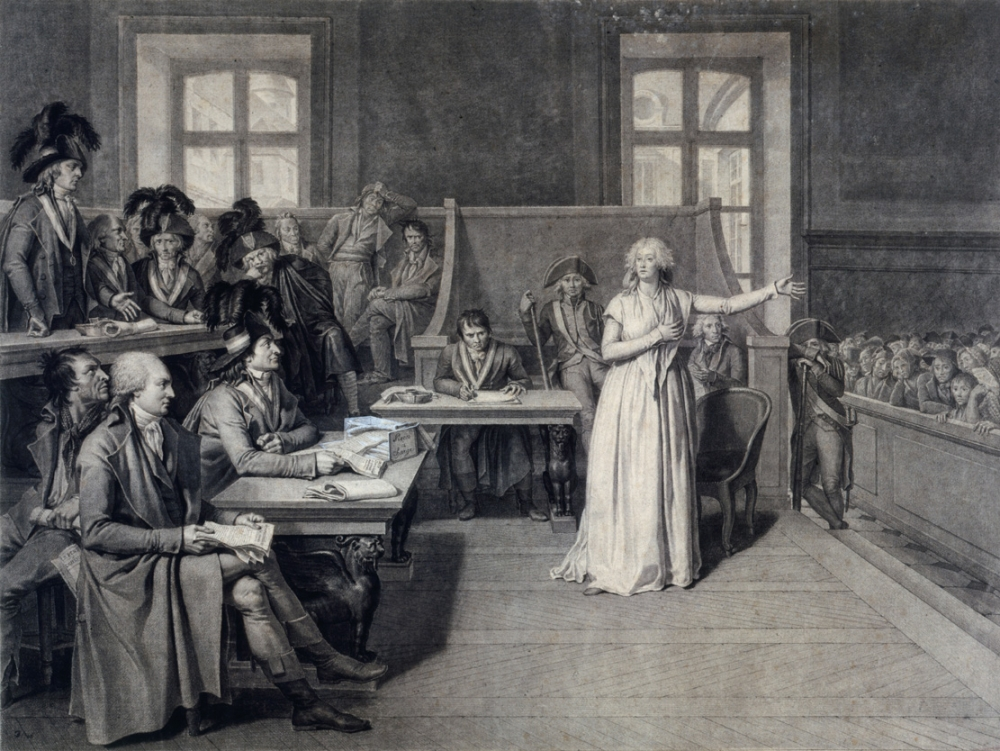
Marie-Antoinette vor dem Revolutionstribunal am 15. Oktober 1793, Zeichnung von Pierre Bouillon, 1793

Während Marie-Antoinette in der Conciergerie saß, wurde nach Beweisen für den gegen sie angestrebten Prozess gefahndet, die die Verhängung der Todesstrafe rechtfertigten. Der öffentliche Ankläger Antoine Quentin Fouquier-Tinville fand aber kein stichhaltiges Material, das vermutete hochverräterische Verbindungen der Königin zu Ländern, die dem revolutionären Frankreich feindlich gegenüberstanden, belegen konnte. Marie-Antoinettes Briefe an den österreichischen Hof mit Bekanntgabe von Feldzugsplänen der französischen Armee waren damals noch nicht bekannt. Fouquier-Tinville erhielt auch keine Unterstützung durch Robespierre, dem eine Haftstrafe Marie-Antoinettes genügte. „Der Unbestechliche“ sah die Feinde eher in gemäßigten und korrupten Revolutionären. Hébert, der Marie-Antoinette in seiner Zeitung u. a. „gekrönte Schlampe“ nannte, und Fouquier-Tinville setzten sich jedoch weiterhin hartnäckig für die Verurteilung der Königin zum Tod ein. Die Anklagepunkte gegen sie umfassten vor allem alte Vorwürfe. So sei sie mit Staatsgeldern verschwenderisch umgegangen; auch habe sie einen verhängnisvollen Einfluss auf Ludwig XVI. ausgeübt und ihn entgegen dem Volkswillen zu seiner Entscheidung für einen Fluchtversuch überredet. Ferner wurde ihre Rolle in der Halsbandaffäre thematisiert. Der junge Dauphin Louis-Charles behauptete auf Druck seines Erziehers, des Schusters Antoine Simon, gegenüber Jacques-René Hébert und einem Komitee des Magistrats, seine Mutter Marie-Antoinette und seine Tante, Madame Élisabeth, hätten ihn öfters in ihre Betten geholt und dazu gebracht, zu onanieren. Hébert hielt diese Aussage des Jungen schriftlich fest, der sie unterschreiben musste.
Die Zeit ihrer Haft in der Conciergerie hatte die knapp 38 Jahre alte Marie-Antoinette gesundheitlich angegriffen. Sie war vorzeitig gealtert und litt bereits an Menstruationsschmerzen und Blutungen. Die beiden Anwälte Claude François Chauveau-Lagarde und Guillaume Alexandre Tronson du Coudray übernahmen die Verteidigung der Angeklagten. Sie erhielten erst einen Tag vor dem Prozessbeginn von der ihr zugedachten Aufgabe Kenntnis. Als pflichtgetreue Männer baten sie, das Gerichtsverfahren erst drei Tage später durchzuführen, um genügend Zeit zum Aktenstudium zu haben. Dieser Wunsch wurde abgelehnt. Die Verteidiger nahmen sich vor, auf Gnade für die Angeklagte unter Verweis auf deren Rolle als Mutter unmündiger Kinder zu plädieren.
Der erste Tag des politisch motivierten Prozesses gegen Marie-Antoinette, dem der Anschein eines rechtmäßigen Gerichtsverfahrens verliehen wurde, war auf den 14. Oktober 1793 angesetzt. Der Prozess fand im großen Saal des Justizpalastes statt und dauerte zwei Tage mit jeweils fünfzehnstündigen Sitzungen. Zu den durchwegs männlichen Geschworenen gehörten u. a. der Bürgermeister von Arles und der Leibarzt Robespierres, zu dessen Tätigkeit auch die Identifizierung von Frauen gehörte, die sich fälschlicherweise als Schwangere ausgaben, um der Todesstrafe zu entgehen. Während der Vernehmung von über 40 Zeugen, darunter ehemalige Zofen und Pagen, die überwiegend dürftig fundierte, teils auch erfundene Anschuldigungen vorbrachten, wahrte die ehemalige Königin eine würdevolle Haltung und erntete dadurch Respekt. So konnten etwa keine Beweise für die Zeugenaussage vorgelegt werden, dass Marie-Antoinette vor mehreren Jahren ihrem Bruder, dem Kaiser, einen Schuldschein im Wert von 200 Millionen Livres ausgestellt hätte.
Am zweiten Verhandlungstag (15. Oktober 1793) sorgte der Auftritt Héberts für großes Aufsehen und großen Unmut bei Marie-Antoinette. Er führte aus, dass der Schuster Simon seinen Schützling, den kleinen Dauphin, beim Onanieren ertappt hatte. Der Knabe habe daraufhin angegeben, dass er früher stets mit seiner Mutter und deren Schwägerin in einem Bett geschlafen hätte. Es sei nicht zu bezweifeln, dass zwischen Mutter und Sohn ein inzestuöses Verhältnis bestanden habe. Anschließend präsentierte Hébert das vom Dauphin unterschriebene „Geständnis“. Als Marie-Antoinette vor Erregung schwieg, forderte der Gerichtspräsident Martial Herman sie auf, sich zu dem Vorwurf zu äußern. Zornig entgegnete sie, dass sie nicht repliziert habe, weil die Natur sich weigere, auf eine solche Anschuldigung gegen eine Mutter etwas zu antworten. Dann wandte sie sich an die im Saal anwesenden Frauen mit dem Ausruf, dass sie an alle Mütter unter ihnen appelliere. Mit ihrer emotionalen Reaktion führte sie einen kurzzeitigen Stimmungswechsel zu ihren Gunsten herbei. Robespierre qualifizierte Héberts untergriffige Vorwürfe als dumm, denn hierbei habe Marie-Antoinette einen Punktesieg errungen.
Um ein Schlusswort gebeten, merkte die ehemalige Königin an, dass sie nur die Gattin Ludwigs XVI. gewesen sei und nichts getan habe, als sich seinen Wünschen zu fügen. Nach 17 Uhr hielt der Staatsanwalt Fouquier-Tinville sein Schlussplädoyer. Danach waren Marie-Antoinettes Verteidiger am Wort. Chauveau-Lagarde setzte sich in einer zweistündigen Rede wortgewandt für seine Mandantin ein und erhielt dafür ihren Dank. Ihre beiden Anwälte wurden aber im Gerichtssaal verhaftet. Der Gerichtspräsident wies schließlich auf die Verbindungen der Angeklagten zu den Feinden der französischen Republik sowie ihre angeblichen Anstrengungen hin, den König zu konterrevolutionären Handlungen zu überreden. Ab drei Uhr in der Nacht vom 15. auf den 16. Oktober 1793 berieten die Geschworenen zur Wahrung des Anscheins gesetzlicher Legalität eine Stunde lang über das im Vornherein feststehende Urteil. Den danach verkündeten, einstimmigen Schuldspruch in allen Anklagepunkten und den Beschluss, sie noch am gleichen Tag zu guillotinieren, hörte Marie-Antoinette gefasst und mit unbewegter Miene an.

## Hinrichtung
Nach der Urteilsverlesung wurde die übermüdete Königin in ihre Zelle in der Conciergerie zurückgebracht. Beinahe wäre sie die Stufen, die zu den Zellen führten, hinabgestürzt; doch ein junger Offizier fing sie mit seinen Armen auf. Vor ihrer baldigen Hinrichtung wurde ihr als letzte Gunst gestattet, beim Schein zweier Kerzen noch einen Brief zu schreiben, den sie an ihre nach wie vor im Temple einsitzende Schwägerin, Madame Élisabeth, richtete. Die beiden Frauen waren einander während der Zeit der gemeinsamen Haft im Temple nähergekommen. Marie-Antoinette bat Élisabeth in dem Brief um Nachsicht für die Aussagen ihres Sohns bezüglich des gemeinsamen Schlafens in einem Bett. Sie wies darauf hin, dass der Dauphin wegen seines jugendlichen Alters den Sinn der ihm eingetrichterten Worte nicht verstanden habe. Ferner vermerkte sie in dem Schreiben, dass der Gedanke an die immerwährende Trennung von ihren Freunden für sie sehr schmerzlich sei und dass sie bis zum letzten Augenblick ihres Lebens an sie denke. Wahrscheinlich meinte sie damit vor allem ihren Vertrauten Fersen. Sie schrieb auch, dass sie ihren Feinden das ihr zugefügte Leid verzeihe und Gott um Vergebung ihrer Sünden bitte. Der Abschiedsbrief kam indessen nie in die Hände seiner Adressatin, sondern wurde von Robespierre unterschlagen. Er tauchte erst 20 Jahre später wieder auf.
In der Früh des 16. Oktober 1793 wurden umfangreiche Vorbereitungen für die Hinrichtung Marie-Antoinettes getroffen, die von zahlreichen Schaulustigen beobachtet werden sollte. Dreißigtausend bewaffnete Soldaten sicherten die Zugänge zu allen Straßenzügen, durch die der Transport Marie-Antoinettes in einem Henkerskarren zur Hinrichtungsstätte geplant war. Wachleute wurden postiert, um die gaffende Menge unter Kontrolle zu halten. Die ehemalige Königin trank inzwischen eine Tasse Schokolade und legte für die Fahrt zur Guillotine ein weißes Pikeekleid an. Die Richter hatten ihr nämlich davon abgeraten, schwarze Witwenkleidung anzuziehen, um nicht einen eventuellen Wutausbruch des Volks zu provozieren. Außerdem setzte sie eine Linon-Haube auf und trug schwarze Satinschuhe. Um acht Uhr kam der Abbé Girard als vom Revolutionstribunal bestellter konstitutioneller Priester zur Delinquentin, um ihr die Beichte abzunehmen. Marie-Antoinette lehnte die Dienste des Geistlichen aber ab, da er den Eid auf die neue französische Verfassung geleistet hatte. In ihren Augen hatte er damit seine Religion verraten. Vielleicht hatte sie zuvor bei einem ebenfalls in der Conciergerie inhaftierten katholischen Pfarrer, dem sie vertraute, gebeichtet.

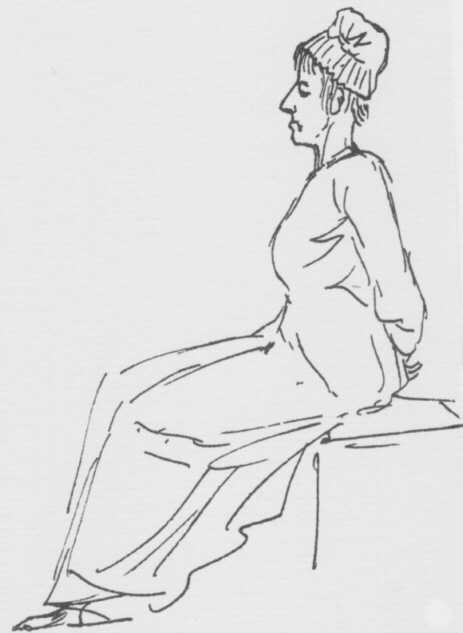
Jacques-Louis David: Marie Antoinette auf dem Weg zum Schafott, 16. Oktober 1793 (Louvre)

Etwa zwei Stunden später kam der Henker Henri Sanson, ein Sohn des berüchtigten Pariser Scharfrichters Charles Henri Sanson, in die Zelle Marie-Antoinettes, schor ihr das Haar und fesselte ihre Arme auf den Rücken. Um elf Uhr schritt sie mit ihm hinaus, kletterte mit seiner Hilfe über eine Trittleiter auf den Henkerskarren und setzte sich mit dem Gesicht gegen die Fahrtrichtung. Eine geschlossene Kutsche, mit der noch ihr Gatte Ludwig XVI. zum Schafott gefahren worden war, wurde der ehemaligen Königin nicht zur Verfügung gestellt. Auf dem Weg zum Ort der Guillotine war sie dem Gespött der Schaulustigen ausgesetzt, ignorierte aber die Schmährufe und Beschimpfungen und zeigte bis zum Schluss eine stolze und mutige Haltung, die auch ihren Feinden Respekt abrang. In der Rue Saint-Honoré skizzierte der Maler Jacques-Louis David mit wenigen Federstrichen die Delinquentin als gealterte Frau mit unbewegtem Gesicht und auf den Rücken gebundenen Armen. Gegen 12 Uhr kam der Karren mit Marie-Antoinette bei ihrer Hinrichtungsstätte, dem Revolutionsplatz (der heutigen Place de la Concorde), an, wo die Guillotine aufgestellt war. Zehntausende Menschen, die ihre Hinrichtung mitansehen wollten, waren erschienen. Die ehemalige Königin stieg die Stufen zum Schafott hinauf, wobei sie mit einem ihrer hohen Absätze Sanson versehentlich auf den Fuß getreten und sich dafür bei ihm entschuldigt haben soll. Sie wurde am Richtblock festgeschnallt und kurz darauf durch das scharfe Fallbeil geköpft. Ihr blutiges Haupt präsentierte der Henker triumphierend der Menge. Der Leichnam der Hingerichteten wurde in einem Massengrab nahe der heutigen Kirche La Madeleine beigesetzt.